# Rock in Rio (livevideoalbum)
Rock in Rio är en live dvd/vhs av den brittiska heavy metalgruppen Iron Maiden, släppt den 12 juni, 2002. Konserten spelades in under Rock in Rio i Rio de Janeiro i Brasilien. De spelade inför 250,000 jublande fans. Introt till konserten och skivan är taget ifrån filmen "Den förste riddaren" där bland andra Richard Gere och Sean Connery medverkar.
Förutom hela konserten på runt två timmar så finns det en skiva till med extramaterial och "Day in Life" där tittaren får följa var och en av bandmedlemmarna på en vanlig dag, till exempel gitarristen Adrian Smiths intresse för fiske.
Konserten gavs även ut på cd, se Rock In Rio

## Låtlista

### Dvd 1
1. Intro: Arthur's Farewell (Goldsmith)
2. The Wicker Man (Smith, Harris, Dickinson)
3. Ghost of the Navigator (Gers, Dickinson, Harris)
4. Brave New World (Murray, Harris, Dickinson)
5. Wrathchild (Harris)
6. 2 Minutes to Midnight (Smith, Dickinson)
7. Blood Brothers (Harris)
8. Sign of the Cross (Harris)
9. The Mercenery (Gers, Harris)
10. The Trooper (Harris)
11. Dream of Mirrors (Gers, Harris)
12. The Clansman (Harris)
13. The Evil That Men Do (Smith, Dickinson, Harris)
14. Fear of the Dark (Harris)
15. Iron Maiden (Harris)
16. The Number of the Beast (Harris)
17. Hallowed Be Thy Name (Harris)
18. Sanctuary (Harris, Di'Anno, Murray)
19. Run to the Hills (Harris)

### Dvd 2
- Intervjuer med alla medlemmar i bandet.
- A Day In Life. (En dag i livet)
- Ross Halfins fotodagbok.

## Banduppsättning
- Adrian Smith - gitarr
- Nicko McBrain - trummor
- Bruce Dickinson - sång
- Steve Harris - bas
- Dave Murray - gitarr
- Janick Gers - gitarr